# Stanisław Sosabowski
Stanisław Franciszek Sosabowski (8 de maio de 1892 - 25 de setembro de 1967) foi um general polonês durante a Segunda Guerra Mundial.

## Biografia
Stanisław Sosabowski nasceu em Stanisławów em 1892. Depois de estudar na Universidade de Cracóvia, ele serviu no Exército austro-húngaro durante a Primeira Guerra Mundial. Em novembro de 1918, quando a Polônia conquistou sua independência, Sosabowski se juntou ao novo Exército polonês. Quando a Alemanha Nazista invadiu o país em 1939, dando início a Segunda Guerra Mundial, o regimento de Sosabowski foi enviado a frente de batalha.
Depois da rendição polonesa, Sosabowski foi feito prisioneiro de guerra e detido em um campo para prisioneiros perto de Żyrardów. No entanto, ele fugiu e permaneceu em Varsóvia, sob um nome falso, onde se juntou a resistência polonesa. Foi obrigado a deixar a Polônia, devido a forte represália alemã contra os movimentos de resistência. Após uma longa viagem através da Hungria e da Romênia, ele chegou a Paris, onde o governo polonês no exílio, o designou para a 4ª Divisão de Infantaria como Comandante.
Inicialmente, as autoridades francesas foram muito relutantes em entregar equipamentos e armamentos necessários para a unidade polonesa. Os soldados de Sosabowski tiveram que treinar com armas da Primeira Grande Guerra. Em abril de 1940, a divisão foi transferida para um acampamento de treinamento em Parthenay e foi finalmente entregue as armas que eram aguardadas, mas já era demasiado tarde para organizar a divisão, pois a França já estava em colapso. Dos mais de 11 000 soldados apenas 3 150 tinham armas. Sabendo disso, o comandante geral da divisão de Rudolf Dreszer ordenou a unidade a retirada em direção à costa atlântica. Sosabowski com cerca de 6 000 soldados poloneses chegaram a La Pallice, de onde eles foram evacuados para a Grã-Bretanha.
Em 1944 teve participação ativa na maior operação aero-terrestre da história, a Market Garden. Sosabowski, que era General-de-Divisão, e comandava a 1ª Brigada Paraquedista Polonesa. A brigada saltou junto com a Primeira Divisão Aeroterrestre Britânica em Arnhem, cidade Holandesa com uma cabeça de ponte de fundamental importância para o avanço Aliado.
Dentro da estrutura da Operação Market Gardem (Fase Market), a 1ª Brigada Paraquedista Polonesa estava subordinada hierarquicamente a 1ª Divisão Aeroterrestre Inglesa, sob o comando do General de Divisão Robert E. Urquhart, que por sua vez estava subordinada diretamente ao 1º Corpo Aeroterrestre Inglês, tendo no comando o General de Exército Frederick A. M. Browning.
Cornelius Ryan em seu livro destaca em entrevistas feita após a guerra o seguinte fato. "O General Sasabowski, tinha plena certeza de que 'íamos enfrentar uma luta penosa'. Ex-instrutor da Escola de Guerra da Polônia já havia combatido os alemães durante a curta campanha polonesa, porém sua impressão sobre possíveis tropas estacionadas neste perímetro deveria trazer fortes combates. Diante disto solicitara ao comandantes superiores, neste caso os Generais Urquhart e Browning que tal ordem fosse dada por escrito. Evitando desta forma responsabilidade por possíveis desastres que por ventura ocorreria. Mas Browning replicou - Mas meu caro Sasabowski, os Red Devils e os braços poloneses podem tudo!"
Sasabowski, na verdade sabia que a tomada de Arnhem representava a porta de entrada da Alemanha e não acreditava que fossem deixá-la aberta. Tampouco considerava que potenciais tropas ali estacionadas fossem tropas de reservas ou de baixa qualidade como demonstrava os estudos da inteligência Aliada. Em 26 de setembro, depois de perder mais de 40% de seus homens, o general ordenou uma retirada da ponte. Ele continuou combatendo na guerra até o seu fim em 1945.
Está sepultado no Cemitério de Powązki em Varsóvia.

## Reconhecimento

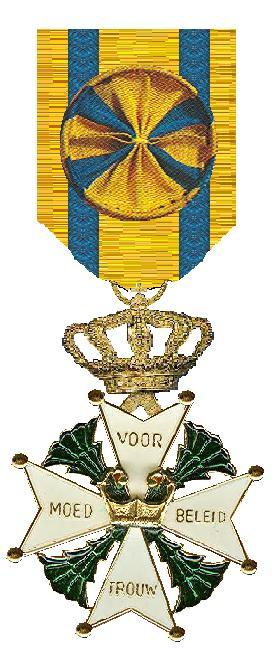
Willemsorde Militaire.

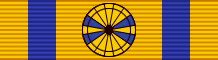
"baton" representando a "Militarie Willems-Orde"

A concessão pelo governo holandês das duas mais altas condecorações por bravura o nosso país pode conferir, o Willemsorde Militaire  (Ordem Militar de Willem) e o Leão de Bronze, à Primeira Brigada Independente Polonesa, a título póstumo, ao seu comandante, o General Sosabowski ... finalmente faz justiça para as forças polonesas que lutaram pela libertação dos Países Baixos e à coragem excepcional eles atribuído.